# 美国北卡罗莱纳西区联邦地区法院
美国北卡罗莱纳西区联邦地区法院 （引用时缩写为W.D.N.C.）是美国94个、北卡罗莱纳州3个联邦地区法院之一。该法院审理后的案件需上诉至第四巡回法院，专利及《塔克法案》相关的案件需上诉至联邦巡回区法院。该法院的司法管辖权覆盖北卡罗莱纳州30个郡，总部在夏洛特 (北卡罗来纳州)。